# Cvetkova pijaca
Cvetkova pijaca ou, plus familièrement, Cvetko (en serbe cyrillique : Цветкова пијаца et Цветко) est un quartier de Belgrade, la capitale de la Serbie. Il est situé dans la municipalité de Zvezdara. En 2002, il comptait 4 843 habitants.

## Localisation
Cvetkova pijaca est située le long du Bulevar kralja Aleksandra (le « Boulevard du roi Alexandre »), au pied de la colline de Zvezdara, dans la section la plus orientale de l'ancien quartier de Vračar. La communauté locale moderne qui couvre le quartier de Cvetko porte le nom de Vračarsko polje, le « champ de Vračar ». Le quartier est situé à 3,5 km au sud-est de Terazije, qui est souvent considéré comme le centre de la capitale serbe. Il s'organise autour d'un marché en plein air et s'étend jusqu'aux quartiers de Konjarnik au sud et de Lion à l'ouest.

## Histoire et caractéristiques
Dans les années 1930, le secteur de Cvetkova Pijaca constituait la limite orientale de la ville de Belgrade. Un certain Cvetko Jovanović y possédait une kafana et des terres ; c'est de ce personnage que lui vint le nom de Cvetkova mehana. Aujourd'hui, le quartier est célèbre pour son marché, en serbe Cvetkova pijaca, le « marché de Cvetko », qui est l'un des plus importants de la capitale. Après la Première Guerre mondiale, la partie du quartier située près d'Olimp fut habitée par des Kalmouks qui, venus des rives de la Mer Caspienne, fuyaient la Russie impériale secouée par les suites de la Révolution d'Octobre. En 1929, dans la rue Kozarčeva, ils construisirent un temple bouddhiste ; ce temple, qui avait la forme d'une pagode de style mongol fut rasé en 1944, pendant l'occupation de Belgrade par les nazis.
Parmi les lieux importants du quartier, on peut citer le Centre sportif Zvezdara, familièrement appelé Olimp, l'« Olympe », inauguré en 1970, et le Zvezdara teatar, le « Théâtre Zvezdara », créé en 1984.